# Sparisoma cretense
Il pesce pappagallo del Mediterraneo (Sparisoma cretense) (Linnaeus, 1758) conosciuto anche come scaro è un pesce osseo marino appartenente alla famiglia degli Scaridae.

## Descrizione
Il corpo è ovale, poco compresso ai fianchi, simile ad un labride. La sua caratteristica più vistosa è la bocca, che, come in tutti gli scaridi, è munita di un becco osseo formato dai denti saldati. La pinna dorsale è lunga, l'anale meno ampia, la coda a delta. La livrea femminile è molto appariscente: rossa vivo con un'ampia chiazza verdastra orlata di giallo sul capo e un'altra chiazza, gialla e più piccola, sul peduncolo caudale. Il maschio ha una livrea meno appariscente, bruna, con ventre più chiaro.

Raggiunge una lunghezza di 50 cm.

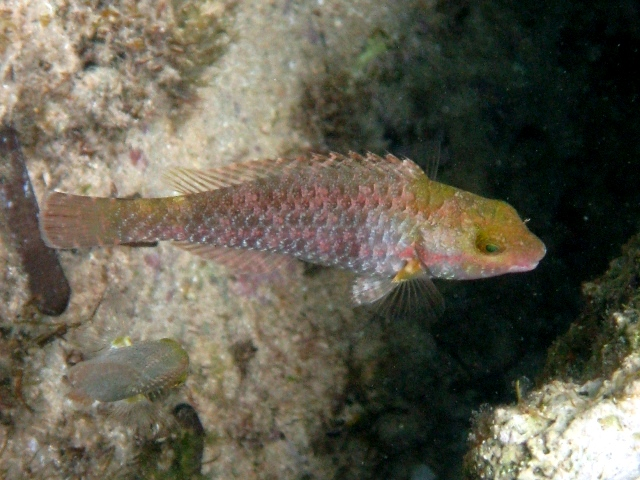
Giovanile
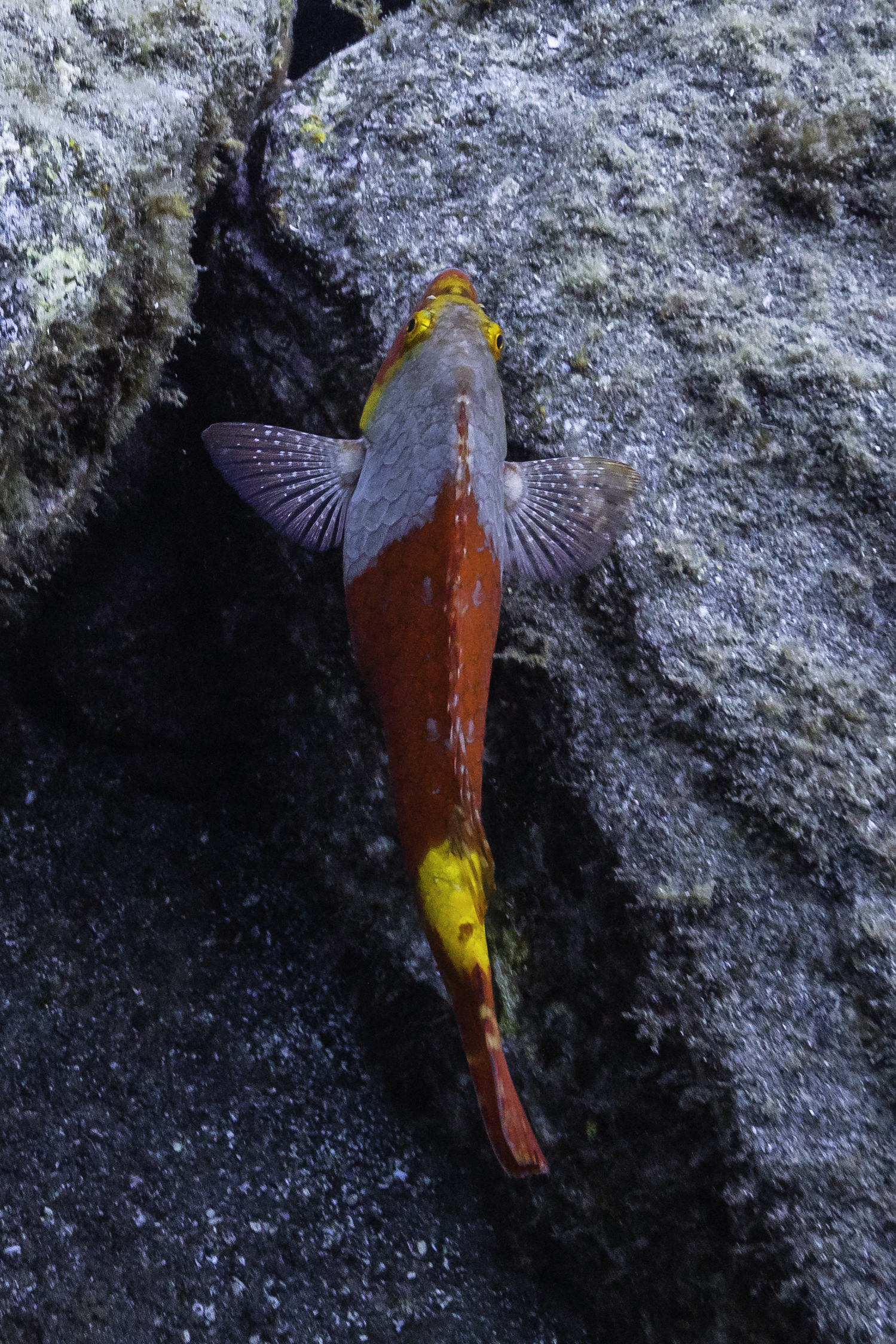
Femmina
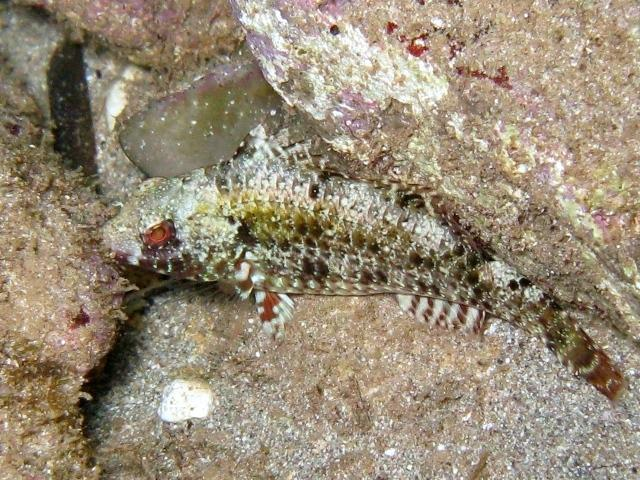
Maschio
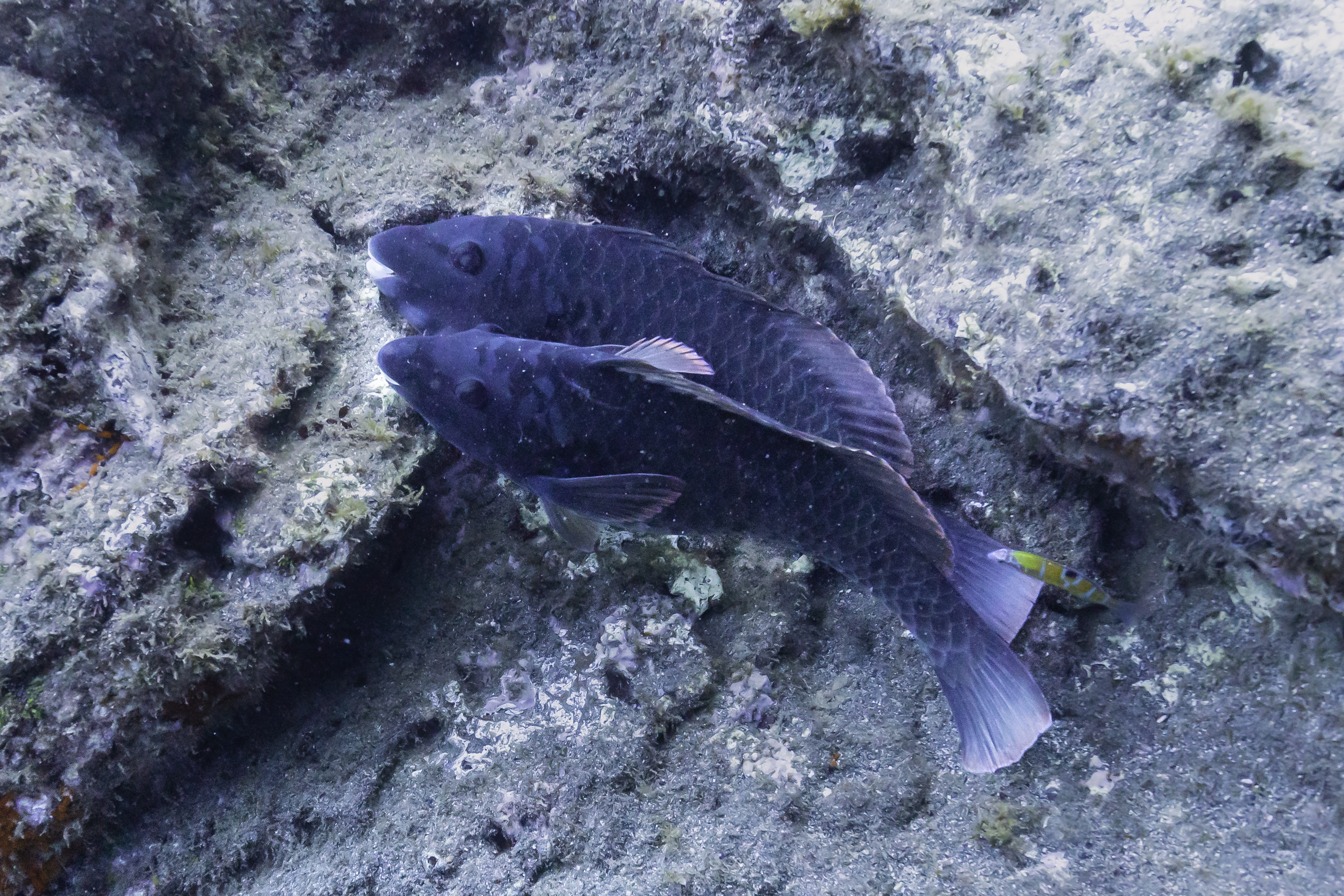
Maschi

## Distribuzione e habitat
Attualmente, il pesce pappagallo è diffuso nell'Atlantico orientale (Portogallo, Isole Azzorre, Madera, Canarie, Capo Verde e Senegal), nonché in tutto il Mar Mediterraneo eccetto le parti più fredde; in Italia è presente in tutti i mari occidentali, dal Mar Ligure allo Ionio, da alcuni anni presente anche nell'Adriatico meridionale e centrale (avvistato nei mari dell'isola di Lagosta, Croazia e di Budva, Montenegro).
La distribuzione nel Mediterraneo ha avuto certamente delle oscillazioni nel corso della storia, legate sia alla pesca intensa (nell'antichità era considerato particolarmente prelibato) sia a tentativi documentati di ripopolamento in epoca romana. Le oscillazioni più recenti sono legate al fenomeno della meridionalizzazione del Mediterraneo dovuto al riscaldamento delle acque.
Vive su fondi rocciosi o a Posidonia oceanica.

## Biologia

### Alimentazione
Si nutre prevalentemente di alghe e piccoli invertebrati che raschia dalle rocce con i denti modificati.

### Riproduzione
Avviene in estate-autunno, le uova sono galleggianti.